# Corb marí africà
El corb marí africà (Microcarbo africanus) és una espècie d'ocell de la família dels falacrocoràcids (Phalacrocoracidae) que habita les costes i aigües interiors de la major part de l'Àfrica subsahariana i Madagascar, incloent les illes litorals.